# Zújar
Zújar es una localidad y municipio español situado en la parte noroccidental de la comarca de Baza, en la provincia de Granada, comunidad autónoma de Andalucía. Limita con los municipios granadinos de Cortes de Baza, Baza, Freila y Cuevas del Campo, y con el municipio jienense de Pozo Alcón.
El municipio zujareño comprende los núcleos de población de Zújar —capital municipal— y Carramaiza. Se encuentra al pie del cerro Jabalcón, desde cuya cumbre se puede ver casi toda la comarca bastetana. El cerro cuenta con zonas de despegue acondicionadas para el vuelo libre que han servido en varias ocasiones para la celebración del Campeonato de España. A nueve kilómetros del pueblo se encuentran los Baños de Zújar, unas aguas naturales calientes y sulfurosas que se suelen usar para descansar.

## Etimología
Hay dos versiones para la etimología de Zújar. La primera significa roca inexpugnable, peña fortificada, que tendría su origen en la palabra árabe "sujur".
La segunda opción dice que significa agua estacionada, tiene un origen celtibérico, aunque no quiere decir que tuviera el nombre desde el principio, seguramente lo cogió en una época del desarrollo de la palabra que se explica a continuación. 
El primer apelativo sería Salia o Solia, con la raíz paleoeuropea *sal/*sol (agua estacionada). Con los mozárabes, la "O" se convierte en "U" y pierde la "L" y surge la Suia. Sigue el tiempo y la "I" se cambia por "X" (aparecieron escritos con la palabra Suxa en la época de Alfonso X el Sabio). Más adelante la "X" cede su puesto a la "J" y queda como Suja (se ve esta palabra ya en un libro de Alfonso XI). Con el paso de los siglos se ve la palabra Sujar. Así pues, con el paso del tiempo ha ido evolucionando: Salia, Solía, Suia, Suxar, Sújar y actualmente Zújar. En una de esas épocas el nombre se le puso al pueblo y fue evolucionando hasta la actualidad.[cita requerida]

## Geografía

### Clima
La variación en altitud que presenta el municipio de Zújar en toda su extensión llega a ser de 882,2 metros. Por tanto, se debe analizar la variable orográfica junto con otras variables como latitud, precipitación y temperatura, para determinar los aspectos referidos al clima.

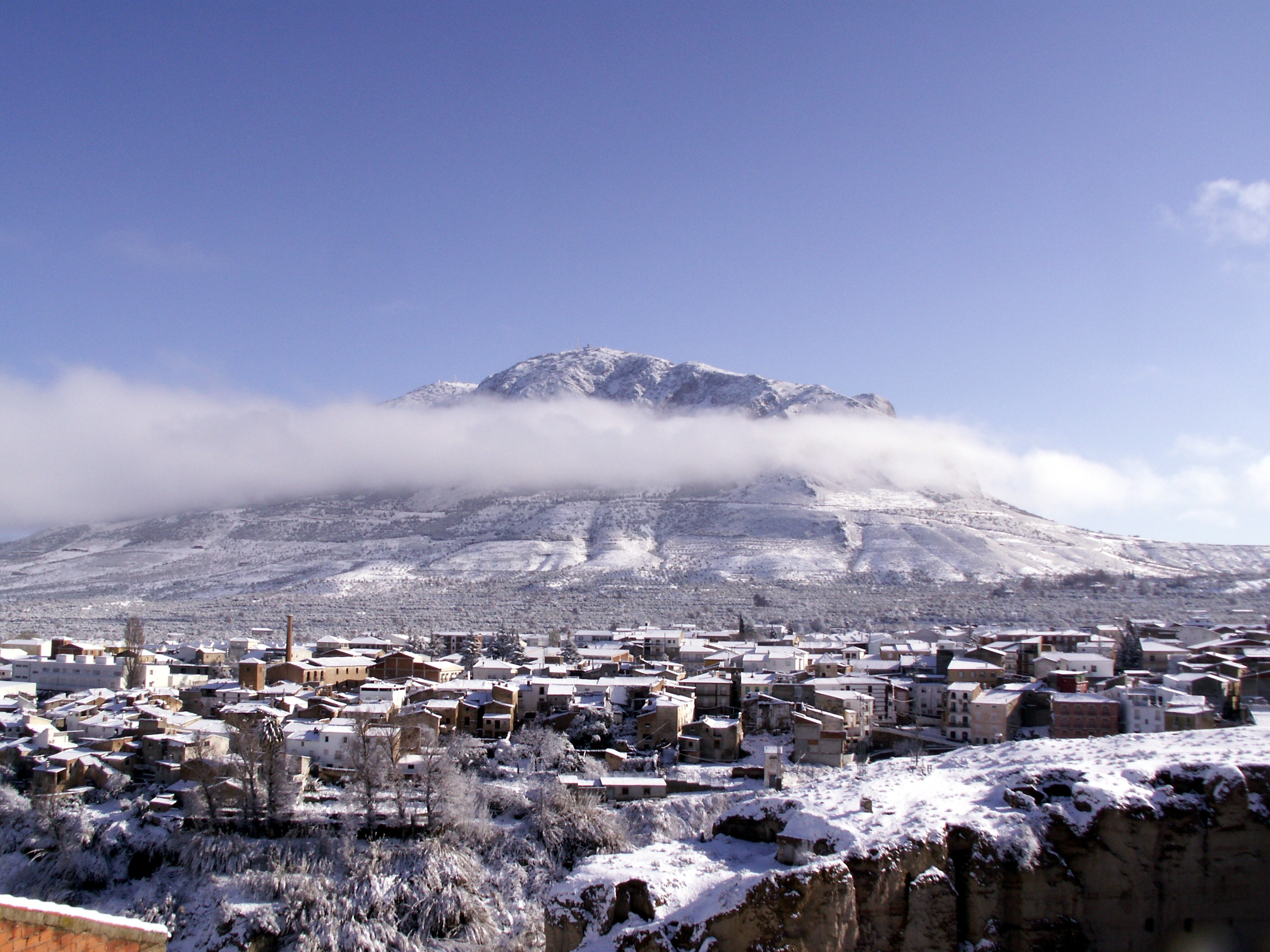
Vista de Zújar, con el cerro Jabalcón al fondo.

El municipio está comprendido dentro de la provincia pluviométrica del Surco Intrabético Oriental. Se desarrolla por las depresiones intrabéticas orientales encajadas entre las sierras elevadas del Prebético y del Subbético jienense y del Bético sensu stricto. Por tanto, es un espacio drenado por ríos, barrancos y arroyos que desembocan en el embalse del Negratín, verdadero comienzo del Guadiana Menor.
La temperatura media anual se sitúa en torno a los 16 °C, pero resulta un invierno muy frío, con medias en el mes de diciembre sobre los 7 °C y un verano caluroso con valores medios de julio y agosto con 26,7 °C y 26,6 °C respectivamente. 
Las medias mensuales, por el contrario, distorsionan la realidad. Con respecto a las temperaturas extremas es de señalar como en el municipio de Zújar tiene una temperatura media mínima por debajo de los -1,5 °C.

## Demografía
Zújar cuenta con una población de 2623 habitantes (INE 2024).
| Gráfica de evolución demográfica de Zújar entre 1842 y 2021 |
| |
| Población de derecho según los censos de población del INE Población de hecho según los censos de población del INEEntre el censo de 1981 y el anterior, disminuye el término del municipio porque independiza a Cuevas del Campo |

Hay que destacar que Cuevas del Campo se segregó de Zújar en 1983.
La población del municipio se encuentra distribuida de la siguiente forma (2013):

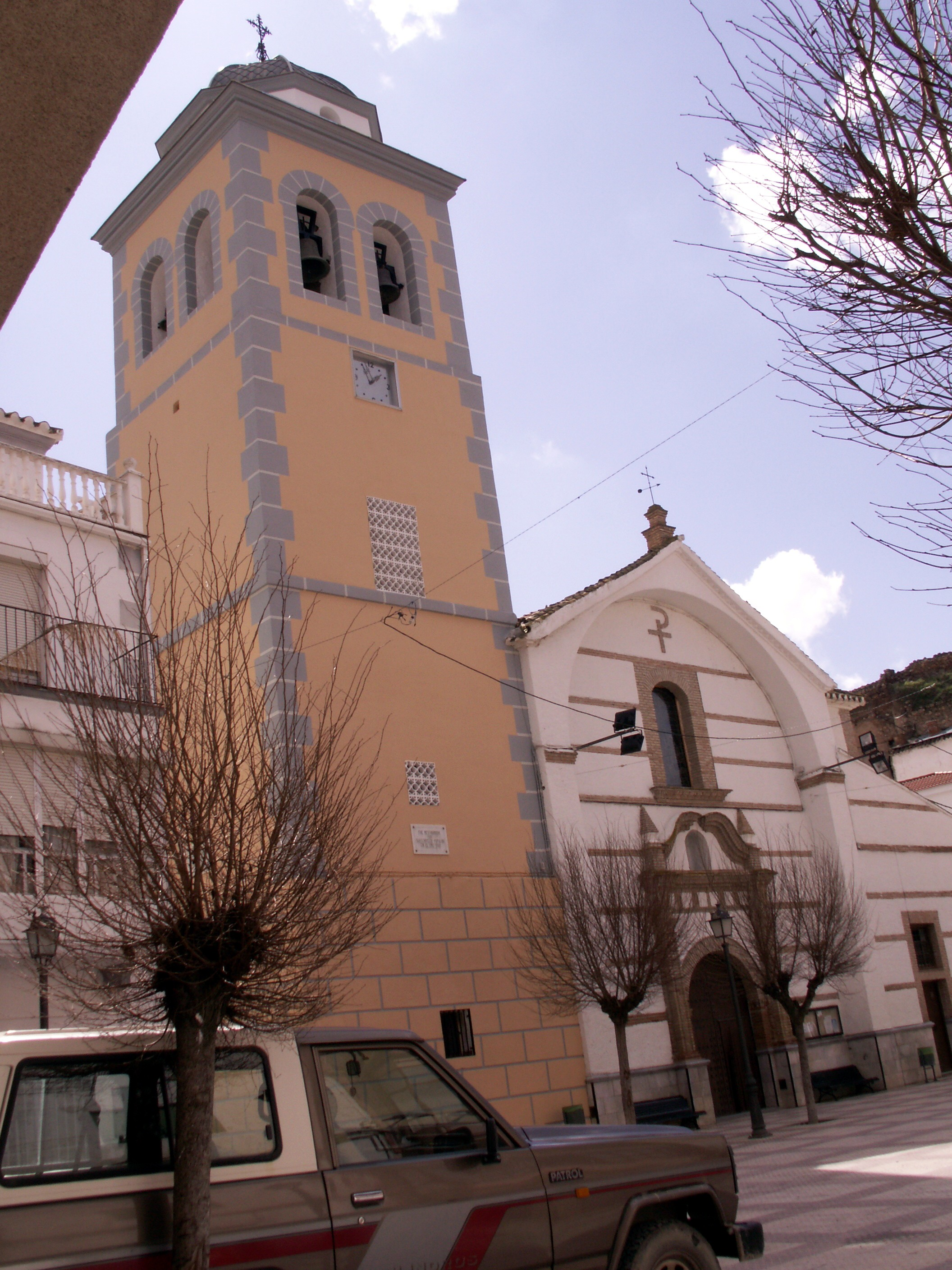
Iglesia de la Anunciación, en Zújar.

| Unidad poblacional | Hab.    |
| ------------------ | ------- |
| Carramaiza Zújar   | 63 2867 |

- Fuente: INE.

## Economía

### Evolución de la deuda viva municipal
| Gráfica de evolución de Deuda viva del Ayuntamiento de Zújar entre 2008 y 2019                                |
| |
| Deuda viva del Ayuntamiento de Zújar en miles de Euros según datos del Ministerio de Hacienda y Ad. Públicas. |

## Comunicaciones

### Carreteras
A Zújar se accede desde la autovía A-92N. En dirección Almería, hemos de tomar la salida en el kilómetro 335 para acceder a la carretera A-315 que comunica Baza con Torreperogil. Si se viene desde Murcia, la salida está en el punto kilométrico 335 pero en sentido Granada.
El trazado actual de esta carretera data del año 2003, fecha en que se realizaron una serie de obras que eliminaron varias de las curvas más peligrosas para hacer un trazado que, aunque sigue siendo curvo, es más continuo y permite que el trayecto sea más rápido.
Aunque hay alguna persona que ha criticado el origen de la carretera, se ve que desconoce las verdaderas curvas y la estrechez de la antigua. Lo único negativo de la misma es que en las ocasiones en las que nieva debe cortarse con frecuencia ya que en la pendiente que en dirección a Zújar baja y pasa junto a la Cooperativa de Almendras se forman con frecuencia placas de hielo.

## Lugares de interés

#### Baños de Zújar
Las aguas termales que emanan del cerro Jabalcón en su cara norte han sido aprovechadas desde época romana existiendo restos que lo atestiguan, aunque en la actualidad se encuentran anegados bajo el embalse del Negratín junto a las construcciones modernas que funcionaron como balneario hasta 1985. En la actualidad hay un balneario de estilo moderno con toda clase de servicios 

### Cerro Jabalcón
Desde sus cumbres se divisa todo el Altiplano Granadino y todas las sierras que lo rodean.

### Agujero de la Heredad
Es una caprichosa formación rocosa por la que se puede pasar como si fuera un túnel pero que no está tallado en la roca.

## Cultura

### Fiestas
- Fiestas de moros y cristianos, el fin de semana del último domingo de abril, lunes y martes siguientes.
- Drama místico en honor de Nuestra Señora de la Cabeza de Zújar, el último domingo de abril la primera parte y al día siguiente la segunda parte.

El viernes anterior al sábado y domingo de fiestas y a continuación del pregón, para anunciar las fiestas se manifiesta el pueblo  celebrando una gran tamborrada donde gente de todas las edades manifiesta su alegría recorriendo las calles y  plazas de esta noble villa.

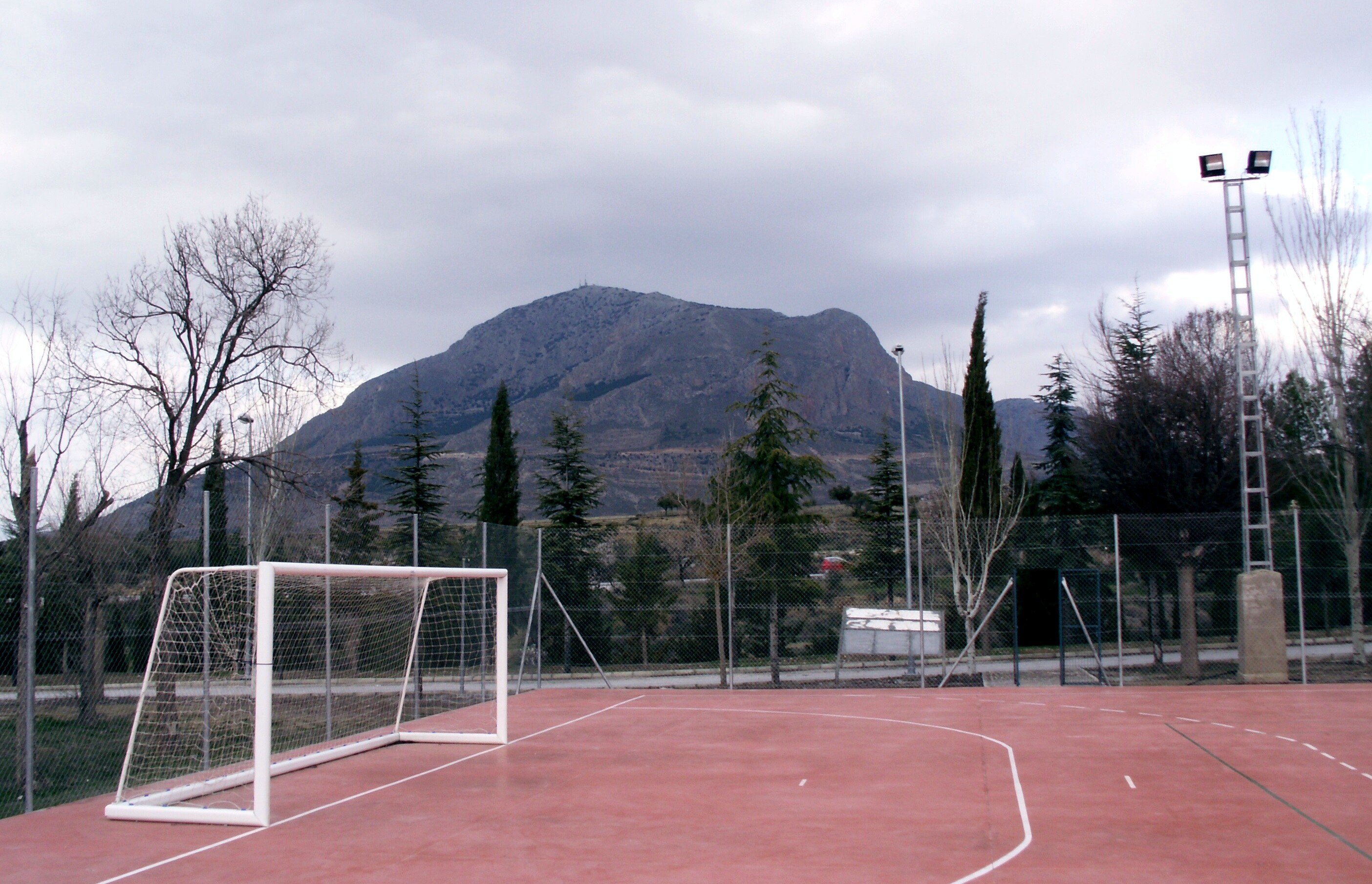
Polideportivo de Zújar.

- Subida al cerro Jabalcón, el último domingo de abril. Se acompaña a la Virgen de la Cabeza desde la iglesia hasta la ermita situada en lo alto del cerro.
- Día de la Cruz 3 de mayo.
- En Carramaiza son el último domingo de mayo.
- Feria de agosto, del 12 al 15 de agosto.
- Romería de San Isidro, el 15 de mayo en la Amarguilla, junto al embalse del Negratín.
- Fiestas del Santo Ángel, el 2 de octubre.
- Día de Santa Lucía, el 13 de diciembre.

## Zujareños célebres
- Sor Fernanda Fernández, la primera persona intersexual conocida de España.
- Miguel Garrido Cifuentes, Cifu (futbolista), futbolista español